# Fulham FC
Fulham Football Club este un club de fotbal din Londra, Anglia, care evoluează în Premier League, fiind cea mai veche echipă profesionistă de fotbal din Londra.
Clubul a petrecut 27 de sezoane în divizia de top a fotbalului englez, majoritatea fiind în două perioade, în anii 1960 și 2000. Ultima perioadă a fost asociată cu fostul președinte Mohamed Al-Fayed, după ce clubul a urcat de la al patrulea nivel în anii '90. Fulham a ajuns în două finale majore: în 1975 a pierdut cu 2-0 împotriva lui West Ham United în finala Cupei Angliei ca echipă a Diviziei a doua, iar în 2010 a jucat cu Atlético Madrid în finala UEFA Europa League, pierzând cu 2-1 după prelungiri.
Principalele rivale ale lui Fulham sunt echipe din West London precum: Chelsea, Queens Park Rangers și Brentford. Clubul a adoptat ca echipament tricoul alb și șosetele negre în 1903, care a fost folosit de atunci.

## Europa
- UEFA Europa League
  -  Finalistă (1) : 2010

- Cupa UEFA Intertoto:
  - Campioană (1): 2002

## Lotul actual
La 26 iulie 2025.
| Nr. |               | Poziție | Jucător                   |
| --- | ------------- | ------- | ------------------------- |
| 1   | Germania      | P       | Bernd Leno (vice-căpitan) |
| 2   | Țările de Jos | F       | Kenny Tete                |
| 3   | Nigeria       | F       | Calvin Bassey             |
| 5   | Danemarca     | F       | Joachim Andersen          |
| 6   | Anglia        | M       | Harrison Reed             |
| 7   | Mexic         | A       | Raúl Jiménez              |
| 8   | Țara Galilor  | M       | Harry Wilson              |
| 9   | Brazilia      | A       | Rodrigo Muniz             |
| 10  | Scoția        | M       | Tom Cairney (căpitan)     |
| 11  | Spania        | A       | Adama Traoré              |
| 15  | Spania        | F       | Jorge Cuenca              |
| 16  | Norvegia      | M       | Sander Berge              |

| Nr. |                            | Poziție | Jucător          |
| --- | -------------------------- | ------- | ---------------- |
| 17  | Nigeria                    | M       | Alex Iwobi       |
| 18  | Brazilia                   | M       | Andreas Pereira  |
| 20  | Serbia                     | M       | Saša Lukić       |
| 21  | Belgia                     | F       | Timothy Castagne |
| 23  | Franța                     | P       | Benjamin Lecomte |
| 24  | Anglia                     | M       | Josh King        |
| 30  | Anglia                     | M       | Ryan Sessegnon   |
| 31  | Franța                     | F       | Issa Diop        |
| 32  | Anglia                     | M       | Emile Smith Rowe |
| 33  | Statele Unite ale Americii | F       | Antonee Robinson |
| 47  | Coasta de Fildeș           | M       | Martial Godo     |

## Manageri
Fulham a avut până acum 36 de antrenori în 114 ani.